# Sale temps pour la planète
Sale temps pour la planète est une série documentaire française réalisée sous la direction de Morad Aït-Habbouche, avec la collaboration de Laïla Agorram, Anne-Charlotte Gourraud, Charlotte Tortat, Thomas Raguet, Charlotte Riesi, Amélie Amilhau et Zoe Fayaud, produite par l'agence Elle est pas belle la vie ! avec la participation de Planète+ Thalassa et de France Télévisions.

## Synopsis
Chaque épisode aborde la manière dont les populations d'une région du monde sont affectées par les effets du réchauffement climatique ou d'autres problèmes environnementaux ainsi que des solutions mises en place ou souhaitées par les acteurs concernés.

## Évolution de la série
La première saison de la série est diffusée en 2007 sur France 5 sous le titre Paradis en sursis. Dès la deuxième saison, la série change de nom et devient Sale temps pour la planète. À l'origine, chaque saison compte quatre épisodes de 52 minutes, mais, à partir de la quatrième saison, elle en compte cinq. Morad Aït-Habbouche est le seul producteur récurrent à partir de la cinquième saison, mais il délègue souvent à d'autres la réalisation de certains films. Alors que les premières saisons se concentraient uniquement sur le problème des modifications du climat, à partir de la saison 7, d'autres menaces sont évoquées telles que le risque volcanique. La saison 12, moins ambitieuse, voit un retour au format quatre épisodes et un seul réalisateur.

## Épisodes
| Épisode   | Titre                                                 | Première diffusion |          |
| Saison 1  | Saison 1                                              | Saison 1           | Saison 1 |
| --------- | ----------------------------------------------------- | ------------------ | -------- |
| 1         | Maldives, l'archipel qui prend l'eau                  |                    |          |
| 2         | Tchad, le lac perdu                                   |                    |          |
| 3         | Shishmaref, le village à la dérive                    |                    |          |
| 4         | Tuvalu, les nouveaux réfugiés climatiques             |                    |          |
| Saison 2  |                                                       |                    |          |
| 5         | Bangladesh, le pays des fleuves fous                  |                    |          |
| 6         | États-Unis, le colosse aux pieds d'argile             |                    |          |
| 7         | Chine, la longue marche du désert                     |                    |          |
| 8         | Aquitaine, quelques degrés plus tard                  |                    |          |
| Saison 3  |                                                       |                    |          |
| 10        | Caraïbes, dans l'œil du cyclone                       |                    |          |
| 11        | Sénégal, l'état d'urgence                             |                    |          |
| 12        | PACA, l'envers du décor                               |                    |          |
| 13        | Inde, un pays qui tombe                               |                    |          |
| Saison 4  |                                                       |                    |          |
| 14        | Madagascar, l'enfer du décor                          |                    |          |
| 15        | Mexique, au pied du mur                               |                    |          |
| 16        | Kenya, dans tous ses états                            |                    |          |
| 17        | Maroc, en marche contre le désert                     |                    |          |
| 18        | Mascareignes, les sentinelles du climat               |                    |          |
| Saison 5  |                                                       |                    |          |
| 19        | Philippines, avis de tempête                          |                    |          |
| 20        | Polynésie, jusqu'ici, tout va bien                    |                    |          |
| 21        | Mozambique, mieux vaut prévenir que guérir            |                    |          |
| 22        | Colorado, un fleuve sous tensions                     |                    |          |
| 23        | Tunisie, le climat au pouvoir                         |                    |          |
| Saison 6  |                                                       |                    |          |
| 24        | SOS Kiribati                                          | 31 juillet 2012    |          |
| 25        | Thaïlande, à fleur de l'eau                           | 7 août 2012        |          |
| 26        | Tanzanie, les damnés de la Terre                      | 14 août 2012       |          |
| 27        | Argentine, la crise climatique                        | 21 août 2012       |          |
| 28        | Italie, beauté fragile                                | 28 août 2012       |          |
| Saison 7  |                                                       |                    |          |
| 29        | France, côtes d'alerte                                | 29 juillet 2013    |          |
| 30        | Équateur, sur des charbons ardents                    | 5 août 2013        |          |
| 31        | République Dominicaine, le spectre haïtien            | 12 août 2013       |          |
| 32        | Grèce, oubliée des dieux                              | 19 août 2013       |          |
| 33        | Sicile, de Charybde en Scylla                         | 26 août 2013       |          |
| Saison 8  |                                                       |                    |          |
| 34        | USA, les dieux sont-ils tombés sur la tête ?          | 29 juillet 2014    |          |
| 35        | Vanuatu, le pays jailli des eaux                      | 5 août 2014        |          |
| 36        | La Roumanie, contre les fléaux du temps               | 12 août 2014       |          |
| 37        | Alpes, le danger vient des cimes                      | 19 août 2014       |          |
| 38        | Turquie, au carrefour de toutes les tensions          | 26 août 2014       |          |
| Saison 9  |                                                       |                    |          |
| 39        | La Bretagne, contre vents et marées                   | 27 juillet 2015    |          |
| 40        | Hawaii, urgences d'État                               | 3 août 2015        |          |
| 41        | Afrique du Sud, de sécheresses en déluges             | 10 août 2015       |          |
| 42        | Chili, Mieux vaut tard que jamais                     | 17 août 2015       |          |
| 43        | Gironde, un trait sur la côte                         | 24 août 2015       |          |
| Saison 10 |                                                       |                    |          |
| 44        | Languedoc, battu par les flots                        | 25 juillet 2016    |          |
| 45        | Australie, l'eau et le feu                            | 1er août 2016      |          |
| 46        | Costa Rica, un modèle pour la planète ?               | 8 août 2016        |          |
| 47        | Angleterre, plus isolée que jamais                    | 15 août 2016       |          |
| 48        | Normandie, la nature fait sa loi                      | 22 août 2016       |          |
| Saison 11 |                                                       |                    |          |
| 49        | Fidji, aide-toi, le ciel t'aidera                     | 1er août 2017      |          |
| 50        | Réunion, une île verte                                | 8 août 2017        |          |
| 51        | Ile de Ré, Noirmoutier, protéger à tout prix          | 15 août 2017       |          |
| 52        | Indonésie, paradis en péril                           | 22 août 2017       |          |
| 53        | Cuba, s'adapter pour survivre                         | 29 août 2017       |          |
| Saison 12 |                                                       |                    |          |
| 54        | Pays basque, péril en la demeure                      | 21 août 2018       |          |
| 55        | Antilles, la vie après Irma                           | 21 août 2018       |          |
| 56        | Bretagne, des îles qui résistent                      | 28 août 2018       |          |
| 57        | Corse, une île en surchauffe                          | 28 août 2018       |          |
| Saison 13 |                                                       |                    |          |
| 58        | Landes de Gascogne, le vent l'emportera               | 17 juillet 2019    |          |
| 59        | Martinique, l'envers du paradis                       | 17 juillet 2019    |          |
| 60        | Alpes, le défi climatique                             | 24 juillet 2019    |          |
| 61        | Alpes Maritimes, en terrain glissant                  | 31 juillet 2019    |          |
| Saison 14 |                                                       |                    |          |
| 62        | Pas de Calais, des hauts et des bas                   | 12 aout 2020       |          |
| 63        | Iles du Ponant, sentinelles du climat (best of)       | 12 aout 2020       |          |
| 64        | Vendée, des tempêtes et des hommes                    | 19 aout 2020       |          |
| 65        | Îles d'outre-mer, les sentinelles du climat (best of) | 19 aout 2020       |          |
| Saison 15 |                                                       |                    |          |
| 66        | Var, l'eau et le feu                                  | 14 juillet 2021    |          |
| 67        | Roussillon, la puissance de l'eau                     | 21 juillet 2021    |          |
| 68        | Morbihan, les défis de la petite mer                  | 28 juillet 2021    |          |
| 69        | Cotentin, l'effet mer                                 | 4 aout 2021        |          |
| 70        | Saint-Pierre-et-Miquelon,archipel menacé              | 11 aout 2021       |          |
| Saison 16 |                                                       |                    |          |
| 71        | Camargue, à la croisée des eaux                       | 20 juillet 2022    |          |
| 72        | Mayotte, les défis d'un archipel                      | 27 juillet 2022    |          |
| 73        | Somme, un littoral en mouvement                       | 3 aout 2022        |          |
| 74        | Vosges, coup de chaud sur le massif                   | 10 aout 2022       |          |
| Saison 17 |                                                       |                    |          |
| 75        | Guyane, l'Amazonie sous surveillance                  | 20 mars 2023       |          |
| 76        | Périgord, patrimoines en péril                        | 5 juin 2023        |          |
| Saison 18 |                                                       |                    |          |
| 77        | Le Nord en surchauffe                                 | 5 février 2024     |          |
| 78        | Aude, l'eau dans tous ses états                       | 3 juin 2024        |          |
| Saison 19 |                                                       |                    |          |
| 79        | Pays de Savoie, sur la mauvaise pente ?               | 6 janvier 2025     |          |
| 80        | Jura : un massif sous pression                        | 2 juin 2025        |          |

## Fiche technique
- Auteur : Morad Aït-Habbouche
- Réalisation : Morad Aït-Habbouche, Anne-Charlotte Gourraud, Laïla Agorram, , Charlotte Tortat, Thomas Raguet, Charlotte Riesi
- Musique : Nicolas Maingot
- Production : Valérie Verdier-Ferré et Sonia Gillette
- Sociétés de production : Elle est pas belle la vie !, avec la participation de  France Télévisions et du CNC